# Wagashi
El wagashi (和 果子) és un llaminadura tradicional japonesa que solen inspirar-se en la naturalesa i el canvi de les estacions de l'any. Es serveix sovint amb el te verd i que s'elabora típicament a partir d'ingredients naturals, principalment vegetals, com el mochi (pasta d'arrós glutinos), azukis (que és pasta de mongetes dolces) i fruita.
El wagashi va unit a la cerimònia del te, ja que normalment és en aquest esdeveniment on es serveix. Hi ha una gran varietat de wagashi, n'hi ha un gran ventall de colors, formes diferents i maneres de preparar-los diferentment. Hi ha també wagashi específics per a cada mes i estació de l'any.
Generalment no es consideren wagashi els dolços introduïts després de la Restauració Meiji (1868), com per exemple la major part dels dolços d'Okinawa i els d'origen europeu i xinès, que fan servir ingredients estranys a la cuina japonesa tradicional (com per exemple el pa de pessic).

## Varietats de wagashi
Les varietats de wagashi són molt grans, els ingredients que s'utilitzen depenen de per quina celebració es fan.

### Akumaki
L'Akumaki és un pastís d'arròs de Kyushu que no és apelagós, però que, si passa el temps, roman suau. Per a fer-los s'utilitza fulles, que prèviament han estat tota la nit en remull amb lleixiu i arròs embolicat mochigome en lleixiu durant la nit. El resultat és similar al mochi però és molt menys agafatós i té una vida útil més llarga. Es creu que l'akumaki va ser inventat pels samurais com a provisió per a la batalla al segle xvi. És característic del Dia del Nen, relacionat amb tradicions samurai. La millor manera de menjar-ne és amb sucre mesclat amb kinako (farina de soja torrada) amb una mica de sal o submergint-lo en la mel. Si no es menja amb res el seu gust és amarg.